# Sportclub Preußen 06 Münster 1974-1975
Questa voce raccoglie le informazioni riguardanti lo Sportclub Preußen 06 Münster nelle competizioni ufficiali della stagione 1974-1975.

## Stagione
Nella stagione 1974-1975 il Preussen Munster, allenato da Werner Olk e Hans-Werner Moors, concluse il campionato di 2. Bundesliga al 9º posto. In Coppa di Germania il Preussen Munster fu eliminato al primo turno dall'Amburgo.

## Rosa
| N. |                     | Ruolo | Calciatore          |
| -- | ------------------- | ----- | ------------------- |
|    | Germania (bandiera) | P     | Anton Deml          |
|    | Germania (bandiera) | P     | Manfred Recknagel   |
|    | Serbia (bandiera)   | P     | Branko Topalović    |
|    | Germania (bandiera) | D     | Horst Angel         |
|    | Germania (bandiera) | D     | Rolf Grünther       |
|    | Germania (bandiera) | D     | Werner Huber        |
|    | Germania (bandiera) | D     | Karl Heinz Krekeler |
|    | Germania (bandiera) | D     | Hans-Werner Moors   |
|    | Germania (bandiera) | C     | Rolf Blau           |
|    | Germania (bandiera) | C     | Peter Kahnau        |

| N. |                                 | Ruolo | Calciatore        |
| -- | ------------------------------- | ----- | ----------------- |
|    | Germania (bandiera)             | C     | Wolfgang Loos     |
|    | Germania (bandiera)             | C     | Benno Möhlmann    |
|    | Germania (bandiera)             | A     | Eckhard Deterding |
|    | Germania (bandiera)             | A     | Werner Fuchs      |
|    | Bosnia ed Erzegovina (bandiera) | A     | Salem Halilhodžić |
|    | Germania (bandiera)             | A     | Günter Karbowiak  |
|    | Germania (bandiera)             | A     | Bernd Kipp        |
|    | Serbia (bandiera)               | A     | Pedro Milasincic  |
|    | Germania (bandiera)             | A     | Horst Pleyer      |

## Organigramma societario
Area tecnica
- Allenatore: Hans-Werner Moors
- Allenatore in seconda:
- Preparatore dei portieri:
- Preparatori atletici:

## Calciomercato

### Sessione estiva
| Acquisti | Acquisti          | Acquisti    | Acquisti |
| R.       | Nome              | da          | Modalità |
| -------- | ----------------- | ----------- | -------- |
| P        | Anton Deml        | Monaco 1860 |          |
| A        | Eckhard Deterding | Hannover 96 |          |

| Cessioni | Cessioni       | Cessioni          | Cessioni |
| R.       | Nome           | a                 | Modalità |
| -------- | -------------- | ----------------- | -------- |
| C        | Helmut Balke   | Arminia Bielefeld |          |
| A        | Günter Pangerl | Bocholt           |          |

### Sessione invernale
| Acquisti | Acquisti | Acquisti | Acquisti |
| R.       | Nome     | da       | Modalità |
| -------- | -------- | -------- | -------- |

| Cessioni | Cessioni | Cessioni | Cessioni |
| R.       | Nome     | a        | Modalità |
| -------- | -------- | -------- | -------- |

## Risultati

### 2. Bundesliga

#### Girone di andata
| Arbitro: | Porta |

|                                          |           |           |
| Funkel 52’ (rig.) Lüttges 70’ Falter 85’ | Marcatori | 56’ Moors |

| Arbitro: | Basedow |

|                |           |               |
| Milasincic 82’ | Marcatori | 54’ Lunenburg |

| Arbitro: | Picker |

|                              |           |                      |
| Srowig 25’ Hey 83’ Graul 89’ | Marcatori | 70’ (rig.), 76’ Blau |

| Arbitro: | Wippker |

|          |           |          |
| Kipp 75’ | Marcatori | 36’ Dahl |

| Arbitro: | Hanschke |

|                                       |           |                  |
| Otters 40’, 63’ Struth 62’ Linßen 64’ | Marcatori | 70’ (rig.) Moors |

| Arbitro: | Neufeld |

|               |           |             |
| Deterding 36’ | Marcatori | 4’ Hagemann |

| Arbitro: | Wuttke |

|                      |           |                |
| Walter 5’ Breuer 17’ | Marcatori | 20’ Milasincic |

| Arbitro: | Waltert |

|                  |           |  |
| Moors 34’ (rig.) | Marcatori |  |

| Arbitro: | Rieb |

|                                 |           |                 |
| Wilbertz 63’ (rig.) Quasten 66’ | Marcatori | 87’ (rig.) Blau |

| Arbitro: | Weyland |

|                        |           |  |
| Blau 34’ Kipp 39’, 46’ | Marcatori |  |

| Arbitro: | Porta |

|                         |           |                          |
| Kipp 47’, 49’ Angel 86’ | Marcatori | 35’, 60’, 87’ Mühlenberg |

| Arbitro: | Lutz |

|            |           |         |
| Krause 11’ | Marcatori | 9’ Kipp |

| Arbitro: | Wichmann |

|                                                            |           |              |
| Krekeler 13’ Blau 14’ (rig.) Angel 18’ Kipp 32’ Pleyer 39’ | Marcatori | 87’ Kolitsch |

| Arbitro: | Bartnick |

|                                                        |           |  |
| Babington 50’ Hammes 65’ Richard 84’ Klimke 87’ (rig.) | Marcatori |  |

| Arbitro: | Hillebrand |

|                             |           |                                           |
| Deterding 1’, 19’ Moors 59’ | Marcatori | 20’ Rudloff 27’ Oswald 87’ (rig.) Gärtner |

| Arbitro: | Redelfs |

|            |           |               |
| Wenzel 76’ | Marcatori | 86’ Deterding |

| Arbitro: | Brückner |

|                    |           |                |
| Moors 32’ Kipp 60’ | Marcatori | 21’ Struckmann |

| Arbitro: | Wippker |

|  |           |          |
|  | Marcatori | 75’ Blau |

| Arbitro: | Kindervater |

|                                           |           |  |
| Pleyer 36’ Blau 43’, 89’ Moors 76’ (rig.) | Marcatori |  |

#### Girone di ritorno
| Arbitro: | Stäglich |

|                              |           |  |
| Deterding 38’ Moors 60’, 85’ | Marcatori |  |

| Arbitro: | Jensen |

|          |           |                                                |
| John 70’ | Marcatori | 17’ Deterding 24’ Moors 27’ Blau 77’ Karbowiak |

| Arbitro: | Zittrich |

|           |           |                 |
| Moors 47’ | Marcatori | 65’, 82’ Lienen |

| Arbitro: | Kopka |

|  |           |               |
|  | Marcatori | 4’ Milasincic |

| Arbitro: | Weyland |

|                    |           |                             |
| Kipp 59’ Moors 71’ | Marcatori | 29’, 81’ Mödrath 84’ Otters |

| Arbitro: | Brückner |

|          |           |  |
| Kelm 87’ | Marcatori |  |

| Arbitro: | Overberg |

|                        |           |            |
| Karbowiak 29’ Kipp 53’ | Marcatori | 33’ Schulz |

| Arbitro: | Hilker |

|                                                  |           |                                      |
| Schildt 13’ Segler 25’ Huber 29’ (rig.) Wolf 43’ | Marcatori | 17’ (aut.) Wagner 20’ Blau 61’ Moors |

| Arbitro: | Wippker |

|          |           |  |
| Kipp 89’ | Marcatori |  |

| Arbitro: | Niemann |

|                                           |           |                           |
| Plaggemeyer 9’ Zindel 43’ (rig.) Wolf 70’ | Marcatori | 12’ Kipp 90’ (rig.) Moors |

| Arbitro: | Lutz |

|                                           |           |                                        |
| Mühlenberg 37’ (rig.) Koch 48’ Schock 65’ | Marcatori | 68’ (rig.) Fuchs 77’ (aut.) Hegekötter |

| Arbitro: | Zuchantke |

|                         |           |                 |
| Fuchs 26’ Deterding 38’ | Marcatori | 3’, 57’ Schäfer |

| Arbitro: | Schütte |

|                           |           |                                             |
| Walter 14’ Schymetzek 86’ | Marcatori | 29’ Halilhodžić 55’ Deterding 85’ Karbowiak |

| Arbitro: | Burgers |

|                                                        |           |                |
| Deterding 46’ Fuchs 55’ (rig.) Blau 61’ Milasincic 80’ | Marcatori | 23’ Jendrossek |

| Arbitro: | Horstmann |

|  |           |          |
|  | Marcatori | 37’ Kipp |

| Arbitro: | Neufeld |

|  |           |                                               |
|  | Marcatori | 43’ Wenzel 54’ (rig.) Höfert 81’, 89’ Neumann |

| Arbitro: | Hoppe |

|            |           |                        |
| Hotopp 46’ | Marcatori | 27’ Deterding 87’ Kipp |

| Arbitro: | Gremmler |

|                                  |           |                         |
| Blau 64’ Moors 67’, 87’ Kipp 83’ | Marcatori | 55’ Fritsche 81’ Zimmer |

| Arbitro: | Risse |

|                      |           |                                 |
| Sikora 10’ Jonas 71’ | Marcatori | 29’ Blau 69’ Kipp 75’ Deterding |

### Coppa di Germania
| Arbitro: | Raabe |

|  |           |                                          |
|  | Marcatori | 28’ Bjørnmose 61’ Nogly 70’, 76’ Reimann |

## Statistiche

### Statistiche di squadra
| Competizione      | Punti | In casa | In casa | In casa | In casa | In casa | In casa | In trasferta | In trasferta | In trasferta | In trasferta | In trasferta | In trasferta | Totale | Totale | Totale | Totale | Totale | Totale | DR  |
| Competizione      | Punti | G       | V       | N       | P       | Gf      | Gs      | G            | V            | N            | P            | Gf           | Gs           | G      | V      | N      | P      | Gf     | Gs     | DR  |
| ----------------- | ----- | ------- | ------- | ------- | ------- | ------- | ------- | ------------ | ------------ | ------------ | ------------ | ------------ | ------------ | ------ | ------ | ------ | ------ | ------ | ------ | --- |
| 2. Bundesliga     | 42    | 19      | 10      | 6       | 3       | 43      | 26      | 19           | 7            | 2            | 10           | 30           | 37           | 38     | 17     | 8      | 13     | 73     | 63     | +10 |
| Coppa di Germania | -     | 1       | 0       | 0       | 1       | 0       | 4       | 0            | 0            | 0            | 0            | 0            | 0            | 1      | 0      | 0      | 1      | 0      | 4      | -4  |
| Totale            | 42    | 20      | 10      | 6       | 4       | 43      | 30      | 19           | 7            | 2            | 10           | 30           | 37           | 39     | 17     | 8      | 14     | 73     | 67     | +6  |

### Andamento in campionato
| Giornata  | 1  | 2  | 3  | 4  | 5  | 6  | 7  | 8  | 9  | 10 | 11 | 12 | 13 | 14 | 15 | 16 | 17 | 18 | 19 | 20 | 21 | 22 | 23 | 24 | 25 | 26 | 27 | 28 | 29 | 30 | 31 | 32 | 33 | 34 | 35 | 36 | 37 | 38 |
| --------- | -- | -- | -- | -- | -- | -- | -- | -- | -- | -- | -- | -- | -- | -- | -- | -- | -- | -- | -- | -- | -- | -- | -- | -- | -- | -- | -- | -- | -- | -- | -- | -- | -- | -- | -- | -- | -- | -- |
| Luogo     | T  | C  | T  | C  | T  | C  | T  | C  | T  | C  | C  | T  | C  | T  | C  | T  | C  | T  | C  | C  | T  | C  | T  | C  | T  | C  | T  | C  | T  | T  | C  | T  | C  | T  | C  | T  | C  | T  |
| Risultato | P  | N  | P  | N  | P  | N  | P  | V  | P  | V  | N  | N  | V  | P  | N  | N  | V  | V  | V  | V  | V  | P  | V  | P  | P  | V  | P  | V  | P  | P  | N  | V  | V  | V  | P  | V  | V  | V  |
| Posizione | 16 | 18 | 17 | 18 | 19 | 19 | 19 | 17 | 18 | 15 | 15 | 16 | 11 | 15 | 14 | 14 | 12 | 12 | 9  | 7  | 6  | 8  | 7  | 8  | 10 | 9  | 10 | 9  | 10 | 10 | 10 | 10 | 10 | 9  | 10 | 9  | 9  | 9  |

Legenda:

Luogo: C = Casa; T = Trasferta. Risultato: V = Vittoria; N = Pareggio; P = Sconfitta.

### Statistiche dei giocatori
| Giocatore      | 2. Bundesliga | 2. Bundesliga | 2. Bundesliga | 2. Bundesliga | Coppa di Germania | Coppa di Germania | Coppa di Germania | Coppa di Germania | Totale   | Totale | Totale      | Totale     |
| Giocatore      | Presenze      | Reti          | Ammonizioni   | Espulsioni    | Presenze          | Reti              | Ammonizioni       | Espulsioni        | Presenze | Reti   | Ammonizioni | Espulsioni |
| -------------- | ------------- | ------------- | ------------- | ------------- | ----------------- | ----------------- | ----------------- | ----------------- | -------- | ------ | ----------- | ---------- |
| H. Angel       | 33            | 2             | 1             | 0             | 0                 | 0                 | 0                 | 0                 | 33       | 2      | 1           | 0          |
| R. Blau        | 38            | 13            | 2             | 0             | 1                 | 0                 | 0                 | 0                 | 39       | 13     | 2           | 0          |
| A. Deml        | 14            | 0             | 0             | 0             | 0                 | 0                 | 0                 | 0                 | 14       | 0      | 0           | 0          |
| E. Deterding   | 33            | 11            | 6             | 0             | 0                 | 0                 | 0                 | 0                 | 33       | 11     | 6           | 0          |
| W. Fuchs       | 28            | 3             | 1             | 1             | 0                 | 0                 | 0                 | 0                 | 28       | 3      | 1           | 1          |
| R. Grünther    | 36            | 0             | 7             | 1             | 1                 | 0                 | 1                 | 0                 | 37       | 0      | 8           | 1          |
| S. Halilhodžić | 14            | 1             | 2             | 0             | 1                 | 0                 | 0                 | 0                 | 15       | 1      | 2           | 0          |
| W. Huber       | 25            | 0             | 3             | 0             | 1                 | 0                 | 0                 | 0                 | 26       | 0      | 3           | 0          |
| P. Kahnau      | 0             | 0             | 0             | 0             | 1                 | 0                 | 0                 | 0                 | 1        | 0      | 0           | 0          |
| G. Karbowiak   | 30            | 3             | 2             | 1             | 1                 | 0                 | 0                 | 0                 | 31       | 3      | 2           | 1          |
| B. Kipp        | 30            | 16            | 0             | 0             | 1                 | 0                 | 0                 | 0                 | 31       | 16     | 0           | 0          |
| K. Krekeler    | 34            | 1             | 3             | 0             | 1                 | 0                 | 0                 | 0                 | 35       | 1      | 3           | 0          |
| W. Loos        | 2             | 0             | 0             | 0             | 0                 | 0                 | 0                 | 0                 | 2        | 0      | 0           | 0          |
| P. Milasincic  | 31            | 4             | 1             | 0             | 1                 | 0                 | 0                 | 0                 | 32       | 4      | 1           | 0          |
| H. Moors       | 32            | 15            | 3             | 2             | 1                 | 0                 | 0                 | 0                 | 33       | 15     | 3           | 2          |
| B. Möhlmann    | 36            | 0             | 2             | 0             | 1                 | 0                 | 0                 | 0                 | 37       | 0      | 2           | 0          |
| H. Pleyer      | 27            | 2             | 0             | 0             | 1                 | 0                 | 0                 | 0                 | 28       | 2      | 0           | 0          |
| M. Recknagel   | 14            | 0             | 0             | 0             | 0                 | 0                 | 0                 | 0                 | 14       | 0      | 0           | 0          |
| B. Topalović   | 10            | 0             | 1             | 0             | 1                 | 0                 | 0                 | 0                 | 11       | 0      | 1           | 0          |